# Thomas Romney Robinson

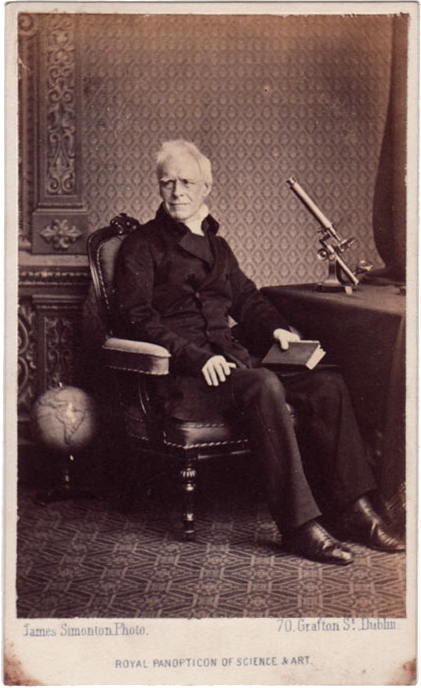
Thomas Romney Robinson im Alter

John Thomas Romney Robinson (* 23. April 1792 in Dublin; † 28. Februar 1882 in Armagh) war ein britischer Astronom.

## Leben
Robinson studierte am Trinity-College in Dublin Physik und Astronomie. Seine wissenschaftliche Laufbahn begann mit einer Professur für „Natural Philosophy“ (Physik) in Dublin. 1823 wurde er dann als Astronom an das Observatorium Armagh berufen. Hier lag sein Hauptarbeitsgebiet von 1828 bis 1854 in den Ortsbestimmungen von Sternen, die er katalogisierte. Auf diese Weise entstand der sogenannte Armagh-Katalog, der die Positionen von 5345 Sternen verarbeitete. Dieser Katalog war die Voraussetzung für den großen Fundamentalkatalog, der die Ableitung der Bewegungen der Fixsterne aus der Gesamtheit der im Laufe des 18. und 19. Jahrhunderts beobachteten Sterne ermöglichte.
Robinson wurde außerdem bekannt durch das 1846 von ihm erfundene Schalenanemometer.

## Ehrungen
Robinson wurde am 24. Januar 1872 in den preußischen Orden Pour Le Mérite für Wissenschaft und Künste als ausländisches Mitglied aufgenommen. 1876 wurde er zum Ehrenmitglied (Honorary Fellow) der Royal Society of Edinburgh gewählt. Im Jahre 1935 wurde außerdem der Robinsonkrater nach ihm benannt. Der Robinsonkrater ist ein kleiner Mondkrater auf der Mondvorderseite. Bereits rund hundert Jahre zuvor benannte der britische Polarforscher James Clark Ross den Mount Robinson im ostantarktischen Viktorialand nach ihm.